# Stefanie Hildebrand
Stefanie Hildrband (ur. 24 marca 1987) – niemiecka biathlonistka. Mistrzyni Europy w biathlonie z 2010 w sztafecie. Czwarta zawodniczka w klasyfikacji generalnej Pucharu IBU 2009/2010.

## Osiągnięcia

### Mistrzostwa Europy
| 2010 Otepää (Estonia) | 7. miejsce (IN), 1. miejsce (RL) |

### Uniwersjada
| 2011 Erzurum (Turcja) | 15. miejsce (IN), 17. miejsce (SP), 10. miejsce (PU), 3. miejsce (MS) |

### Puchar Europy

#### Miejsca w klasyfikacji generalnej
| Sezon     | Miejsce |
| --------- | ------- |
| 2007/2008 | 139     |
| 2008/2009 | 30      |
| 2009/2010 | 4       |

#### Miejsca na podium chronologicznie
| Lp. | Dzień      | Rok  | Miejscowość  | Konkurencja                | Lokata | Pudła   | Czas biegu | Strata  | Zwycięzca             |
| --- | ---------- | ---- | ------------ | -------------------------- | ------ | ------- | ---------- | ------- | --------------------- |
| 1.  | 12 grudnia | 2009 | Ridnaun      | Bieg indywidualny na 15 km | 3.     | 0+0+1+0 | 53:03.4    | +1:53.7 | Anna Bogalij-Titowiec |
| 2.  | 19 grudnia | 2009 | Obertilliach | Bieg pościgowy na 10 km    | 1.     | 0+0+1+0 | 31:55.9    | –       | –                     |
| 3.  | 14 marca   | 2010 | Pokljuka     | Sprint na 7,5 km           | 2.     | 0+0     | 22:00.2    | +20.1   | Sabrina Buchholz      |
| 4.  | 8 marca    | 2012 | Altenberg    | Bieg indywidualny na 15 km | 3.     | 0+2+0+1 | 53:05.5    | +24.9   | Ane Skrove Nossum     |